# Lower Miers Stream
Lower Miers Stream är ett vattendrag i Antarktis. Det ligger i Östantarktis. Nya Zeeland gör anspråk på området.